# Komunikacja miejska w Swarzędzu
Komunikacja miejska w Swarzędzu – system komunikacji gminy Swarzędz, funkcjonujący od 1991.
Historia swarzędzkiej komunikacji miejskiej zaczęła się w 1991, gdy miasto Swarzędz przejęło od MPK w Poznaniu obsługę trzech linii (wtedy linie o numerach: 104, 112 i 123) łączących Swarzędz z Poznaniem. Obecnie komunikacja miejska w Swarzędzu przewozi rocznie 3 mln pasażerów. W latach 1992–2011 obsługiwana przez firmę Wiraż-Bus, od 1 stycznia 2012 do 31 grudnia 2016 obsługiwał ją Zakład Gospodarki Komunalnej w Swarzędzu, obecnie od 1 stycznia 2017 Swarzędzkie Przedsiębiorstwo Komunalne Sp. z o. o. Ponadto po dwie linie na terenie miasta i gminy obsługiwane są przez MPK Poznań – linie 173 i 425, oraz Transkom Czerwonak – linie 323 i 398, których trasy przebiegają przez teren gminy Swarzędz. Dodatkowo po jednej linii obsługuje Zakład Komunalny Kleszczewo – linia 489, oraz Marco Polo – linia Słupca-Poznań.

## Linie
| Linia | Ozn. | Trasa | Przewoźnik    |
| ----- | ---- | --- | ------------- |
| 173   | Z !  | Poznań Śródka – Bogucin – Janikowo | MPK Poznań    |
| 323   | Z    | Poznań Śródka – Kicin – Wierzonka – Karłowice – Tuczno | Transkom      |
| 388   | M Z  | Czerwonak – Koziegłowy – Kicin – Wierzonka – Dębogóra | Transkom      |
| 400   | n    | Poznań Śródka – Bogucin – Kobylnica – Dw. Os. Kościuszkowców – os. Raczyńskiego | SPK           |
| 401   | m    | Poznań Śródka – Dw. Os. Kościuszkowców | SPK           |
| 405   | m    | Poznań Śródka – os. Raczyńskiego – Rynek | SPK           |
| 406   | w    | Poznań Śródka – os. Raczyńskiego – Jasin C.H. ETC | SPK           |
| 407   | w    | Poznań Śródka – os. Raczyńskiego – Jasin Volkswagen | SPK           |
| 412   |      | Poznań Śródka – Bogucin – Kobylnica – Dw. Os. Kościuszkowców – Rynek – Węzeł Przesiadkowy w Swarzędzu | SPK           |
| 416   | Z    | Mogileńska – Zieliniec – Gruszczyn | MPK Poznań    |
| 425   | Z    | Franowo – os. Raczyńskiego – Zalasewo/Planetarna | MPK Poznań    |
| 450   | !    | Rataje Dw. – Swarzędz – Paczkowo – Kostrzyn – Nekla – Września – Słupca | Marco-Polo    |
| 471   | r    | Swarzędz – (Biskupice – Promno) – Wierzonka – (Tuczno – Stęszewko – Pobiedziska) – Mielno – Kicin – Koziegłowy – Czerwonak – Owińska – (Promnice – Biedrusko) – Bolechowo – Murowana Goślina, os. Zielone Wzgórza – Murowana Goślina, ul. Poznańska – Murowana Goślina, Dworzec – Murowana Goślina, os. Zielone Wzgórza – ... – Swarzędz | SPK           |
| 484   | M    | Dw. Os. Kościuszkowców/Rynek – Tulce kościół | SPK           |
| 485   | M    | Węzeł Przesiadkowy w Swarzędzu – Łowęcin – Sarbinowo – Jankowo – Biskupice – Jerzykowo – Promno – Pobiedziska Letnisko – Węzeł Przesiadkowy w Pobiedziskach | SPK           |
| 486   | M    | Węzeł Przesiadkowy w Swarzędzu – Rynek – Siekierki Wielkie | SPK           |
| 489   | M    | Węzeł Przesiadkowy w Swarzędzu – Kleszczewo Park | ZK Kleszczewo |
| 490   | G    | Węzeł Przesiadkowy w Swarzędzu – Rynek – Zieliniec | SPK           |
| 491   | G    | Węzeł Przesiadkowy w Swarzędzu – Rynek – Gortatowo | SPK           |
| 492   | G    | Węzeł Przesiadkowy w Swarzędzu – Rynek – Kobylnica – Uzarzewo | SPK           |
| 493   | G    | Węzeł Przesiadkowy w Swarzędzu – Rynek – Kobylnica – Karłowice | SPK           |
| 494   | P    | Kobylnica – Dw. Os. Kościuszkowców – Rynek – Dworzec PKP w Swarzędzu – Garby Małe | SPK           |
| 495   | G s  | os. Raczyńskiego – Zalasewo/Planetarna Heweliusza Szkoła – Polska Przedszkole – Złotopolska - Składowisko | SPK           |
| 497   | G s  | os. Leśne – Zalasewo/Planetarna – Kruszewnia | SPK           |
| 498   | G    | Węzeł Przesiadkowy w Swarzędzu – Rynek – Jasin Volkswagen – Kruszewnia | SPK           |
| 499   | G s  | Dw. Os. Kościuszkowców – Zalasewo/Planetarna – os. Leśne | SPK           |

| Oznaczenia:                                                                        |
| ---------------------------------------------------------------------------------- |
| n – linie nocne                                                                    |
| G – linie gminne                                                                   |
| P – linia gminna obsługująca dworce PKP, darmowa dla pasażerów PKP                 |
| M – linie międzygminne                                                             |
| Z – taryfa ZTM                                                                     |
| s – linie wykonujące kursy szkolne                                                 |
| r – możliwość przewiezienia roweru                                                 |
| ! – linie oznaczone jeszcze starym numerem                                         |
| m – kursy co 12 minut w szczycie                                                   |
| w – wariant innej linii, (kursy mogą być zamieszczone na rozkładzie linii głównej) |

## Tabor w gestii SPK Swarzędz
| Typ Autobusu                   | Eksploatacja od | Liczba |
| ------------------------------ | --------------- | ------ |
| Volvo B10Ma                    | 1997–2021       | 1      |
| Volvo B10L                     | 1998–2021       | 2      |
| Volvo B10BLE 6x2               | 2000–2021       | 3      |
| Volvo 7000A                    | 2001–2022       | 2      |
| Volvo 7000                     | 2002–2024       | 1      |
| Solaris Urbino 12 III          | 2008            | 8      |
| Solaris Urbino 12 IV FL Hybrid | 2017            | 11     |
| Solaris Urbino 15 III          | 2005            | 5      |
| Solaris Urbino 18 II           | 2004            | 4      |
| Solaris Urbino 18 III          | 2010            | 3      |
| Isuzu Citibus                  | 2017            | 2      |
| Solaris Urbino 18 Hybrid       | 2019            | 1      |
| Solaris Urbino 18 IV           | 2021            | 3      |
| Solaris Urbino 12 IV Electric  | 2024            | 3      |